# قبة السيدة عاتكة
مشهد السيدة عاتكة' .

## وصفه
يتكون مشهد عاتكة من مربع يبلغ طول ضلعه (3.80) متر، وسمك الحائط (0.70) متر حتى تستطيع تحمل منطقة الانتقال التي تبدو مثمنة من الداخل ومدرجة من الخارج .

## وصلات خارجية
- آثار القاهرة الإسلامية نسخة محفوظة 31 مايو 2014 على موقع واي باك مشين.